# San Francisco Teopan
San Francisco Teopan là một đô thị thuộc bang Oaxaca, México. Năm 2005, dân số của đô thị này là 390 người.